# ملبورن، کبک
ملبورن (به فرانسوی: Melbourne) بخشی در منطقه شهری لو وال-سن-فرانسوا ناحیه استری در استان کبک کانادا است. در سرشماری سال ۲۰۱۱ این بخش ۹۲۷ نفر جمعیت داشته‌است و مساحت آن ۱۷۰٫۲۹ کیلومتر مربع است.